# Partyzancka eskadra
Partyzancka eskadra (org. Partizanska eskadrila) – jugosłowiański dramat wojenny z 1979 roku w reż. Hajurdina Krvavaca. Film był emitowany w polskich kinach oraz w TVP w latach 80.

## Opis fabuły
II wojna światowa, okupowana Jugosławia. Dość dobrze uzbrojone i liczne oddziały komunistycznej partyzantki nie są w stanie skutecznie walczyć z Niemcami, ponieważ ci posiadają panowanie w powietrzu. Decyzją tow. Tity zostaje utworzona partyzancka eskadra lotnicza. Początkowo składa się ona tylko z dwóch starych dwupłatowców. Ich piloci to pełni poświęcenia i znający sztukę pilotażu bohaterowie. Walczą skutecznie z okupantem (bombardują niemieckie lotniska, pociągi, piechotę) nie zważając na straty. Z czasem zaczynają dysponować coraz lepszymi samolotami i obsługą, ich eskadra zaczyna być sprawną siłą bojową, stanowiącą coraz większy problem dla Luftwaffe.
Jednym z ważniejszych zadań eskadry staje się w pewnym momencie zbombardowanie silnie bronionego mostu o strategicznym znaczeniu (mają się po nim przeprawić pancerne oddziały niemieckie, skierowane przeciwko partyzantom). Nalot udaje się, ale z całej eskadry pozostaje przy życiu tylko trzech pilotów. W ostatniej scenie filmu powracają oni na nowe, duże lotnisko NOVJ, pełne nowoczesnych maszyn, gdzie witani są z honorami.

## Główne role
- Bekim Fehmiu – major Dragan
- Velimir Bata Živojinović – Vuk
- Ljubiša Samardžić – Žare
- Radoš Bajić – Delibor
- Radko Polić – Klauberg
- Branko Pleša – von Norden
- Faruk Begolli – porucznik Ismet Begović
- Branko Đurić – Slaven
- Jordanko Čevreski – Zeko
- Zlata Petković – Jelena
- Suada Avdić – Milija
- Aljoša Vučković – Boris

i inni.